# Charlottenburg-Nord
Charlottenburg-Nord, Berlin-Charlottenburg-Nord – dzielnica (Ortsteil) Berlina w okręgu administracyjnym Charlottenburg-Wilmersdorf. Powstała 30 września 2004.

## Transport
Przez dzielnicę przebiega linia U7 ze stacjami:
- Halemweg
- Jakob-Kaiser-Platz
- Berlin Jungfernheide